# Heiner Sylvester
Heiner Sylvester (* 1944 in Thüringen) ist ein deutscher Dokumentarfilmer, Regisseur, Kameramann und Herausgeber.

## Leben
Sylvester studierte an der Filmhochschule Babelsberg in Potsdam. Anschließend arbeitete er freischaffend als Autor, Kameramann und Regisseur im DEFA-Dokumentarfilmstudio Berlin und für das DDR-Fernsehen.
1976 protestierte er gegen die Ausbürgerung Wolf Biermanns. Staatlicher Druck führte zur Einschränkung seiner Tätigkeit für die DEFA und andere Fernsehproduzenten. 1983 stellte er einen Ausreiseantrag, der im Frühjahr 1984 bewilligt wurde. Hierbei schmuggelte er Filmmaterial aus der DDR mit in den Westen, das in den Film „Der Weg aus der Ordnung“ einging. Er siedelte mit seiner Familie nach Hamburg über, wo er weiterhin als Regisseur und Produzent tätig war.
In der Nachwendezeit widmet sich Sylvester weiterhin dem Filmen, aber auch als Herausgeber von dokumentarischer Literatur zur DDR-Geschichte, insbesondere zu Dissidentenschicksalen. Seine Filmproduktionsfirma „Transfer-Film“ siedelte er 1996 im „Haus Clara“ an. Seine Filme wurden im Fernsehen, auf Festivals und bei gesonderten Veranstaltungen, z. B. in Gedenkstätten wie der Gedenkbibliothek zu Ehren der Opfer des Kommunismus gezeigt.
Sylvesters gesamtes Schaffen umfasst mehr als 80 Filme.
Heiner Sylvester ist seit 2005 Ordensmitglied der Evangelischen Bruderschaft St. Georgs-Orden.
Sylvester war seit Mitte der 1970er Jahre mit Einar Schleef befreundet; der Film „Nie mehr zurück“ widmet sich dem Theaterproduzenten.

## Filmografie
- 1976: Rosenthaler Straße 51 (Dokumentarfilm) (Drehbuch und Kamera)
- 1980: Film von gestern (Dokumentarfilm, Kamera)
- 1985: Der Weg aus der Ordnung (Dokumentarfilm)
- 1991: Das Treffen
- 1991: Clara Mosch oder die schöpferische Zersetzung
- 1994: Nie mehr zurück
- 1999: Renaissance der Bahnhöfe
- 1999: An einem Mittwoch in Weimar
- 2004: Hinter den Bergen
- 2013: Der Trabant (Co-Regie)
- 2019: Bis zur letzten Runde
- Wahn und Methode – Schriftsteller und Stasi

## Bücher
- „Wir wollten nur anders leben. Erinnerungen politischer Gefangener im Zuchthaus Cottbus“, 2013 ISBN 978-3-00-044179-0
- „Nie mehr zurück. Jürgen K. Hultenreich liest Prosa und Gedichte“, (Begleitfilme)

## Auszeichnungen
- Bayerischer Fernsehpreis, 1992